# Mergus
A Mergus a madarak osztályának lúdalakúak (Anseriformes) rendjébe, a récefélék (Anatidae) családjába, azon belül a  réceformák (Anatinae) alcsaládjába tartozó tengeri récék és bukók (Mergini) nemzetségébe tartozó nem.

## Rendszerezésük
A nemet Carl von Linné írta le 1758-ban, jelenleg 5 faj tartozik ide:
- auckland-szigeteki bukó (Mergus ausralis) – kihalt
- füstös bukó (Mergus octostaceus)
- nagy bukó (Mergus merganser)
- örvös bukó (Mergus serrator)
- csuklyás bukó (Mergus squamatus)